# بريدجيت مويناهان
بريجيت مويناهان (بالإنجليزية: Bridget Moynahan)‏ ممثلة وعارضة أزياء أمريكية من مواليد 28 أبريل 1971 في مدينة بينغامتون، بداية بريجيت كانت من خلال عروض الأزياء بعد التخرج من مدرسة لونجميدو العليا في عام 1989، فقوامها الجميل فتح أعين عالم الموضة عليها لتنهال عليها العروض والإعلانات، والتي أدت لها أن تظهر في كتالوجات متجر وأغلفة مجلات معروفة على نطاق واسع. بعد القيام الإعلانات التلفزيونية، لكن التثميل كان حلمها الكبير وفي سبيله انتظرت طويلاً من دون أن تقدم التنازلات أو تفقد الأمل، قالت انها بدأت في تلقي دروس في التمثيل، من أجل تغيير المهن.

## نشأتها
ولدت بريدجيت في بينغهامتون، نيويورك، من أبويين من أصل الأيرلندي بريدجيت ماري وإدوارد برادلي مويناهان، وهو عالم ومسؤول سابق في جامعة ماساتشوستس في امهرست. انتقل والداها عندما كانت في السابعة، إلى ونغمدوو، ماساشوستس، عندما كانت بريجيت صغيرة كانت صبياً بكل ما للكلمة من معنى، شعر قصير وجسد رياضي، وتمارس ألعاب صبيانية مع شقيقيها أندي وشون وأبناء اعمامها، ربما لهذا السبب ربما ترفض أن ترى نفسها مجرد أنثى قد تحصل على الفرص بالتعري وإظهار جمالها، ارتادت بريجيت مدرسة ونغمدوو العليا، وكانت نشطة في الرياضات المدرسية، حيث كان قائدا للفتيات "كرة القدم، كرة السلة والسباحة وفي عام 1989، تخرجت من المدرسة العليا ونغمدوو.

## حياتها المهنية
ضحك لها الحظ وفي عام 1999، يوم قبلت بظهور الخاطف لأول مرة على شاشة التلفزيون بدور «ناتاشا» في الكوميديا الرومانسية الجنس والمدينة.

## حياتها الشخصية
بريجيت كانت على علاقة لمدة ثلاث سنوات مع كاتب السيناريو سكوت روزنبرغ.

## قائمة الأفلام
| العام | الفيلم                          | الدور            | ملاحظات |
| ----- | ------------------------------- | ---------------- | --- |
| 2000  | Row Your Boat                   | Apartment Owner  | |
| 2000  | In the Weeds                    | Amy              | |
| 2000  | Trifling with Fate              | Fame             | |
| 2000  | كايوتي أجلي (فيلم)\كايوتي أجلي  | Rachel           | |
| 2000  | Whipped                         | Marie            | |
| 2000  | الجنس والمدينة                  | Natasha          | Episode: "Twenty-Something Girls vs. Thirty-Something Women" Episode: "Ex and the City" Episode: "Attack of the Five Foot Ten Woman" Episode: "Drama Queens" Episode: "Easy Come, Easy Go" Episode: "Running with Scissors" Episode: "What Goes Around Comes Around" |
| 2001  | الصدفة                          | Halley Buchanan  | |
| 2002  | مجموع كل المخاوف                | Dr. Cathy Muller | |
| 2003  | المجند                          | Layla Moore      | |
| 2004  | أنا ، روبوت                     | Susan Calvin     | |
| 2005  | ملك الحرب                       | Ava Fontaine     | |
| 2006  | Six Degrees                     | Whitney Crane    | |
| 2006  | Unknown                         | Eliza Coles      | |
| 2007  | Prey                            | Amy Newman       | |
| 2007  | Gray Matters                    | Charlie Kelsey   | |
| 2007  | Noise                           | Helen Owen       | |
| 2008  | ايلي ستون                       | Ashley Cardiff   | Episode: "Help!" Episode: "Owner of a Lonely Heart" |
| 2010  | رامونا وبيزوس                   | Dorothy Quimby   | |
| 2010  | الدماء الزرقاء (مسلسل تلفزيوني) | Erin Reagan      | |
| 2011  | معركة لوس أنجلوس                | Veterinarian     | filming |

## وصلات خارجية
- بريدجيت مويناهان على موقع IMDb (الإنجليزية)
- بريدجيت مويناهان على موقع ميتاكريتيك (الإنجليزية)
- بريدجيت مويناهان على موقع روتن توميتوز (الإنجليزية)
- بريدجيت مويناهان على موقع قاعدة بيانات الأفلام العربية
- بريدجيت مويناهان على موقع ألو سيني (الفرنسية)
- بريدجيت مويناهان على موقع ميوزك برينز (الإنجليزية)
- بريدجيت مويناهان على موقع تيرنر كلاسيك موفيز (الإنجليزية)
- بريدجيت مويناهان على موقع أول موفي (الإنجليزية)
- بريدجيت مويناهان على موقع بوكس أوفيس موجو (الإنجليزية)
- بريدجيت مويناهان على موقع قاعدة بيانات الأفلام السويدية (السويدية)